# 艾斯塔尔
艾斯塔尔，是匈牙利豪伊杜-比豪尔州所辖的一个村。总面积31.71平方公里，总人口1368，人口密度43.1人/平方公里（2011年1月1日）。